# Тетраграматон

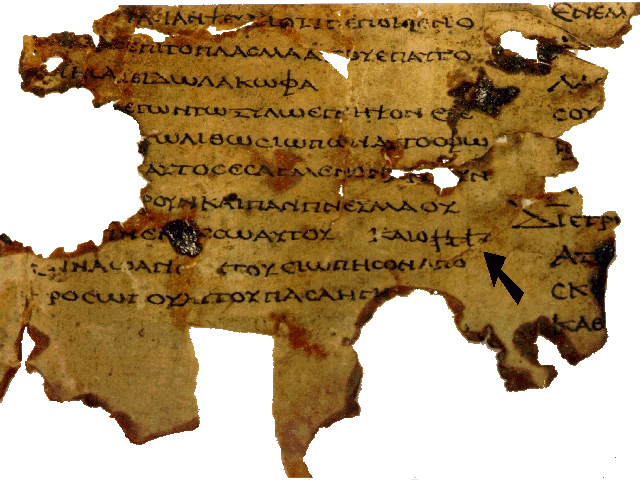
Фрагмент шкіряного сувою з текстом Септуагінти, що має назву «Малі пророки Нахал-Хеверу» (8HevXII gr; кінець І ст. н. е.). У цьому сувої Боже ім'я передане Тетраграматоном (вказаний стрілкою), а не замінене словом Киріос

Тетраграмато́н (тетрагра́ма) (грец. τετραγράμματον, від грец. τετρα, «чотири», і γράμμα, «літера») — в юдейській релігійній і кабалістичній традиціях — чотирибуквенне Ім'я Господа, що не вимовляють, що вважається власним іменем Бога, на відміну від інших імен-епітетів Бога. У давньоєврейській мові цими чотирма буквами були: івр. (йод) י (хе) ה (вав) ו (хе) ה : יהוה (а остання буква «ге» позначає голосний звук, див. Матрес лекціоніс). Латинськими літерами тетраграма транскрибується як IHVH (зустрічається також варіант транслітерації YHWH чи JHWH). Як зазначається в «Англо-українському глосарії християнсько-богословських термінів» (див. статті «JHVH, JHWH», «Tetragrammaton»), Боже ім'я у вигляді Тетраграми вживається у масоретському тексті Єврейських Писань, або Старого Завіту чи Танаху, понад 6800 разів. Більш конкретну цифру наводить професор Іван Огієнко у своєму «Етимологічно-семантичному словнику української мови». У статті «Єгова» вчений стверджує, що правдиве ім'я Бога, записане давньою єврейською у вигляді Тетраграматона JHVH, у Біблії дуже часте — вжите 6823 рази.

## Чотири літери

Єврейське написання Тетраграматона

Вимова YHWH
| ! Літера | Назва | Вимова                                                            |
| -------- | ----- | ----------------------------------------------------------------- |
| י        | Йод   | «Yud»                                                             |
| ה        | Ге    | «Hei»                                                             |
| ו        | Вав   | «Waw», чи заповнювач для голосної «U»/«O» (див. матрес лекціоніс) |
| ה        | Ге    | «Hei» (чи часто німа літера в кінці)                              |

## Генеза поняття

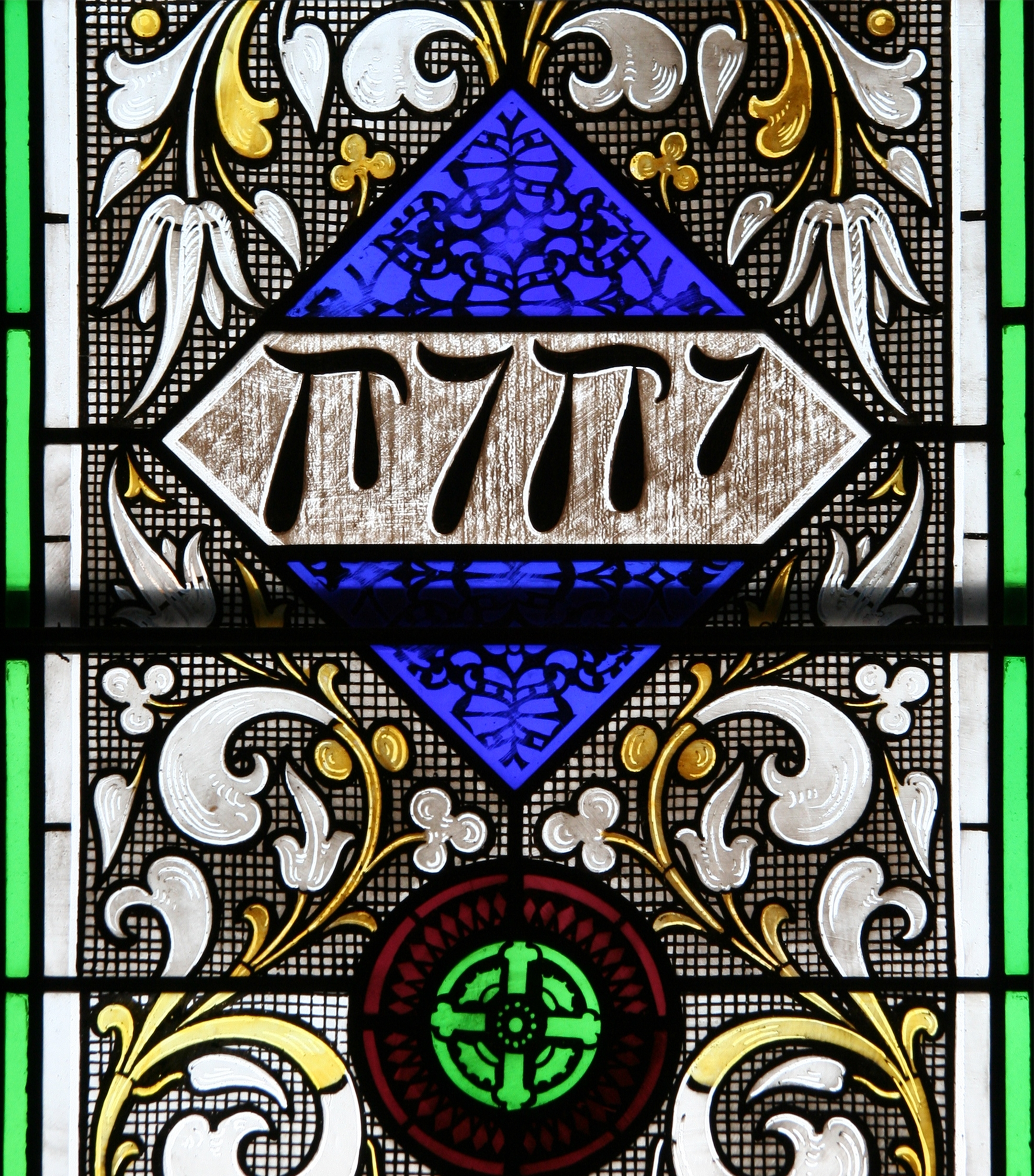
Деталь у вітражі з Тетраграматоном, 1868 рік, Декора, Айова

Ім'я יהוה є формою давньоєврейського дієслова га-ваг (הוה), «ставати». У сучасному біблієзнавстві прийнято тлумачити ім'я Бога як «Той, Хто змушує бути» або «Той, Хто є причиною буття». В українській мові це ім'я віддавна передається зазвичай як «Єгова». Скажімо, саме так Боже ім'я передане у творі діяча Львівського братства Йоаникія Волковича «Розмышлян[н]є о муцѣ Христа, спасителя нашего» (1631). Узвичаєність і більша поширеність форми «Єгова» і пояснює, найімовірніше, чому більшість перекладачів Біблії на українську мову використовували саме це ім'я, а не «Ягве», як український відповідник Тетраграми (див. Єгова#Ім'я Єгова в українських перекладах Біблії). Одна з причин того, чому з Біблії усувають Боже ім'я, пов'язана з давньою традицією євреїв. Багато з них вважає, що Боже ім'я взагалі не слід вимовляти. Це вірування, мабуть, розвинулось через неправильне застосування біблійного закону, який говорить: «Не призивай Імення Господа, Бога твого, надаремно, бо не помилує Господь того, хто призиватиме Його Ймення надаремно» (Вихід 20:7). Очевидно, що цей закон не вимагає абсолютно ніколи не вимовляти Боже ім'я, а лише засуджує його нешанобливе вживання. Також багато хто стверджує, що це ім'я не слід вживати тому, що тепер невідомо, як його вимовляли спочатку (у стародавній єврейській мові голосні звуки не позначались на письмі — це так звана консонантна писемність). За такою логікою, правда, не можна теж однозначно стверджувати, що Ягве — правильна вимова Тетраграми. До того ж у кожної мови свої фонетичні закономірності і вона відтворює біблійні імена часто зовсім не так, як вони вимовлялись в біблійні часи тогочасними єврейською чи грецькою. Скажімо, ім'я «Ісус» єврейською звучить «Єгошуа». Проте це не заважає мільйонам українців називати Божого Сина, використоуючи саме узвичаєну в українській мові форму імені — «Ісус». Росіяни, наприклад, кажуть «Іісус», а поляки — «Єзус». Отож, нині послуговуються узвичаєними відповідниками біблійних імен, хоч вони часто не відповідають оригінальній вимові єврейською, арамейською чи грецькою біблійних часів.
Свого часу вважалося, що грецький переклад Єврейських Писань (Старого Завіту) — Септуагінта — не містив Божого імені. Проте у середині XX століття вчені отримали доступ до дуже старих фрагментів рукописів Септуагінти, якими користувались за днів Ісуса Христа і в яких Боже ім'я передане Тетраграмою, написаною єврейським квадратним письмом (Papyrus Fouad Inv. No. 266). У виданні «Études de Papyrologie» (т. 9, Каїр, 1971; с. 81—150, 227, 228) було опубліковано усі 117 фрагментів цього рукопису, в яких Тетраграма зустрічається 52 рази. Упродовж століть після Христа Тетраграма зберігалася у копіях Септуагінти. Так Тетраграму містять такі папіруси, як Papyrus Oxyrhynchus 1007 (також згадується як LXXP.Oxy.VII.1007), що датується III ст. н. е.; Papyrus Vindobonensis Greek 39777, або P.Vindob.G.39777, який датується III або IV ст. н. е.; Ambrosiano O 39 sup., який датується XIX н. е. Приблизно у 2-й половині ІІ століття н. е. вийшов переклад Акили грецькою мовою, в якому також була Тетраграма, передана давньоєврейським письмом. Але у IV ст. н. е. у таких основних рукописах Септуагінти, як Ватиканський кодекс і Синайський кодекс Божого імені у вигляді Тетраграми вже в тексті не було. Слід визнати, що в певний момент євреї перестали вимовляти Боже ім'я вголос і замість нього стали вживати Адонай (на івриті «Господь») або, коли слово Адонай передує יהוה, Елохім (єврейською «Бог»). У ранньому середньовіччі, коли до консонантного (позбавленого голосних) тексту Біблії були додані оголоси для полегшення правильного читання Святого Письма, слово יהוה було доповнене голосними «о» і «а» за прикладом імені Адонай (або «о» і «і» за прикладом Елохім, коли слово «Адонай» передує יהוה). Звідси походить вживане в християнській літературі ім'я Jehova (Єгова). Однак деякі ранні християнські письменники, що писали грецькою мовою, свідчать, що ім'я יהוה вимовлялося як Ягве. Це підтверджується (принаймні для голосної першого складу) наявністю скороченої форми יָה — Яг (наприклад, Вих. 15:2) і яху чи ях (у кінцевому складі багатьох єврейських особистих імен). Натомість такі єврейські імена, як Єшуа, Єгошуа, Єгоханан, Єгоахаз тощо, які містять Боже ім'я, чітко вказують, що прийнятною формою вимови Тетраграми є і «Єгова».

## Ранній юдаїзм

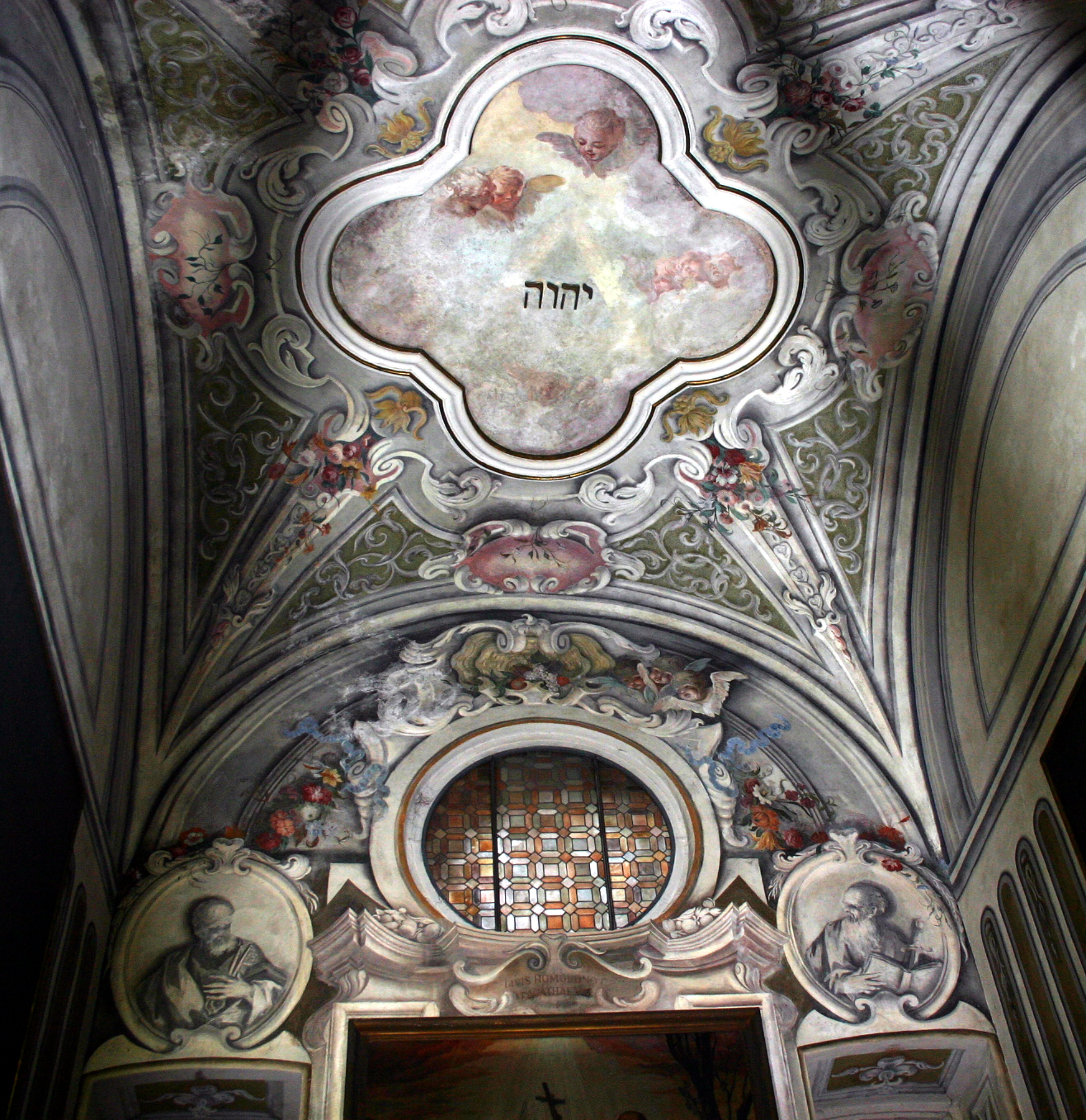
Стеля з Тетраграматоном в церкві святої Агати, Мілан, Італія

Щоб уникнути вимови імені Адонай замість Єгови, увійшло у звичай вимовляти на івриті Гашем або по-арамейському Шма (Те саме ім'я). Заборона на вимову імені Єгови прийнято пояснювати повагою до Бога; заборона спирається на розширене тлумачення третьої заповіді (Вих. 20:7; Втор. 5:11; див. Десять заповідей), забороняється вимовляти ім'я Бога намарно (прямий сенс заповіді — заборона брехливо клястися ім'ям Бога).

## Середньовіччя

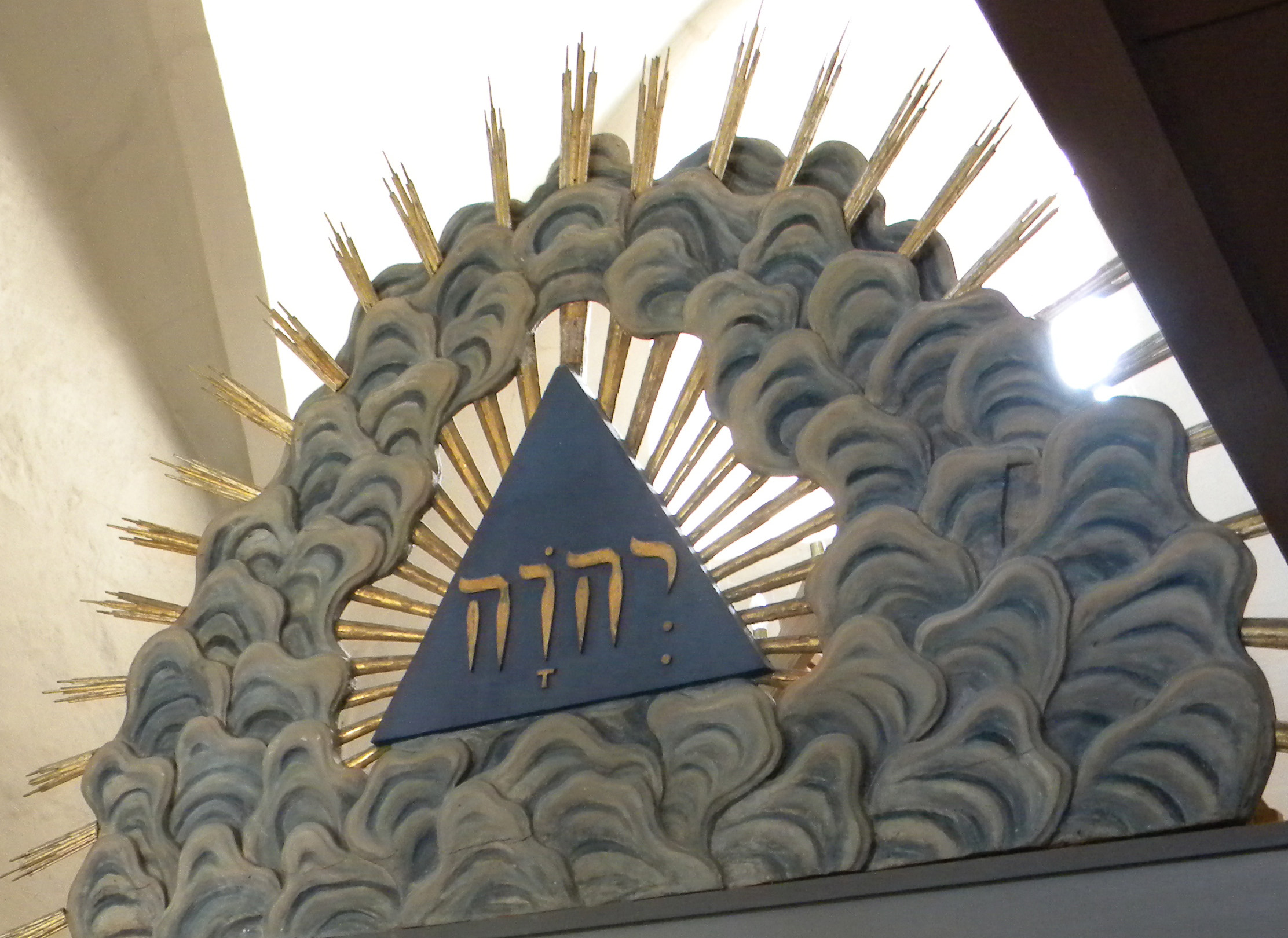
Тетраграматон у ризниці, у Швеції.

Оригінальна (справжня) вимова Тетраграматона тепер невідома. Єврейський алфавіт складається тільки з 22 приголосних, голосні зазвичай не записуються, тільки інколи позначаються оголосками. Близько VI століття н. е. з'явилася система оголосок (некудот). Масорети, зберігачі юдейського переказу, свідомо перенесли голосні звуки з імені Адонай, яке теж записувалося чотирма літерами, на Тетраграматон. Тому протягом століть Тетраграматон вимовляли як Єгова (Jehovah). Зазвичай вважається, що першим дану транслітерацію використовував в 1518 у сповідник Папи Лева X Петрус Галатінус.

## Новий час
Однак уже у XVI — XVII сторіччях ряд видних учених-гебраїстів (Букстрофій, Друзі, Капел, Альтинг) заперечували проти такої вимови. Оскільки натомість не пропонувалася точна вимова, то вона продовжувала залишатися колишньою — Єгова. У першій половині XIX століття німецький учений Генріх Евальд запропонував інше читання — Jáhveh (ЙаХВеХ) (Яхве). Цю пропозицію було прийнято не відразу, а тільки після підтримки з боку таких відомих дослідників, як Генстенберг і Рейнке.
Самаритяни зберігають вимову Yahwe або Yahwa до теперішнього часу.

## У кабалі

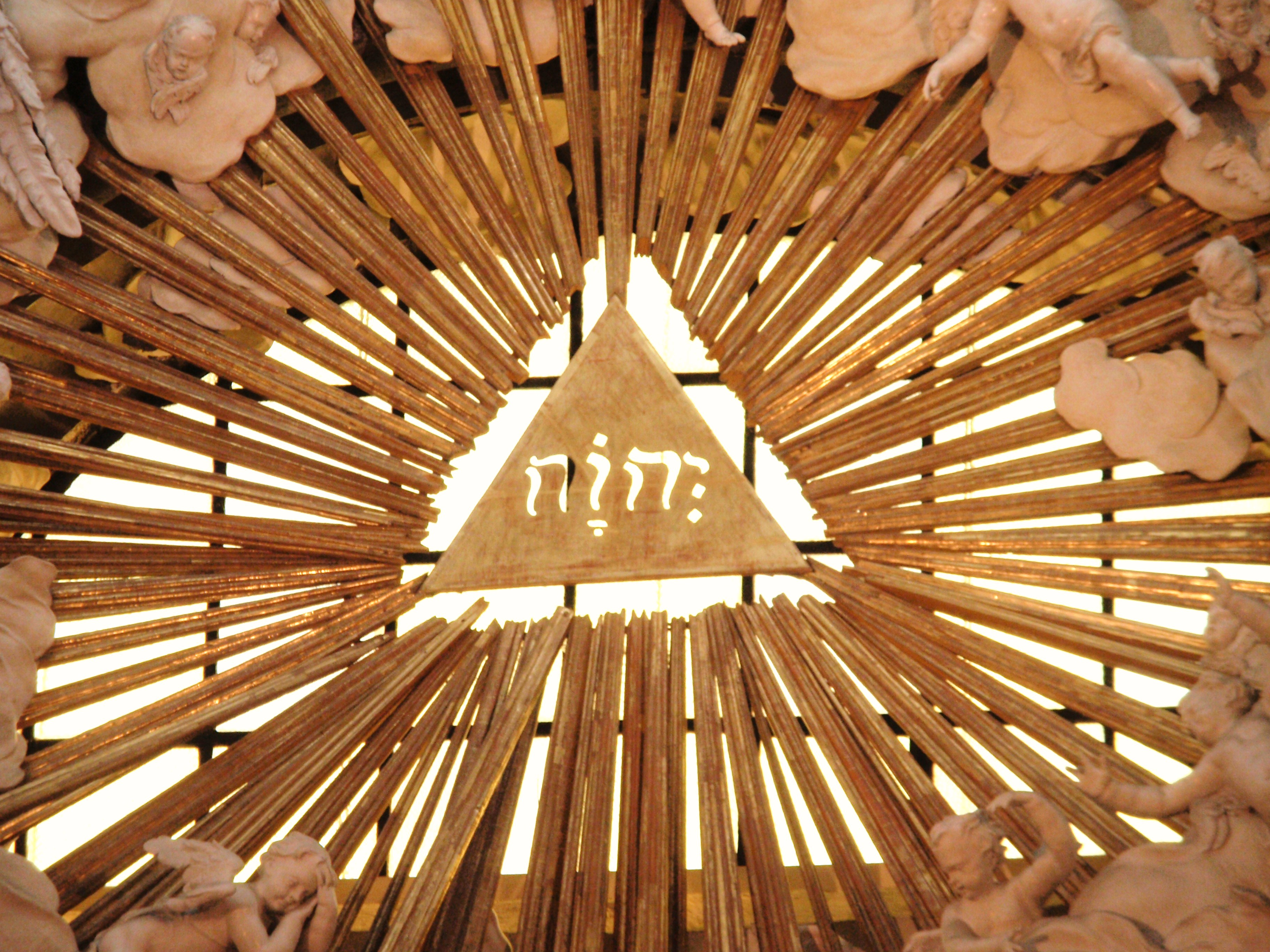
Австрія, Відень, церква Святого Карла

У «Таємній Доктрині» ймення Єгови, відноситься тільки до Сефір Біне, але таке віднесення не визнається ні розенкрейцерською школою кабалістів, ні Матерсом у його перекладі «Qabalah Denudata» Кнорра фон Розенрота: деякі авторитети Кабали дійсно віднесли лише Біну до IHVH, але тільки у відношенні Єгови екзотеричного юдейству. IHVH Каббали має незначну подібність до біблійного Бога. «Каббала» Кнорра фон Розенрота не є авторитетом для Східних кабалістів, позаяк відомо, що при створенні своєї «Qabalah Denudata» він дотримувався швидше сучасних, ніж халдейських манускриптів; також відомо, що ті манускрипти та писання «Зохар», які класифікуються як «стародавні», згадують, а деякі навіть застосовують, єврейські головні або мазоретські точки зору. Тільки це робить так звані Зохарські книги несправжніми, оскільки немає прямих слідів схеми Мазор раніше X століття нашої ери, так само як якогось віддаленого сліду раніше VII сторіччя.

## Цікаві факти
- У Львові Боже ім'я у вигляді Тетраграми можна побачити на будівлі Успенської церкви, на стелі церкви св. Андрія, Костелу єзуїтів, а також на елементах декору Латинського катедрального собору і церкви Покрови.
- У книжці проф. Дмитра Степовика «Київська Біблія XVII століття: Дослідження нездійсненого біблійного проекту митрополита Петра Могили» (К. : Укр. Бібл. т-во, 2001) Тетраграму можна побачити на кількох репродукціях оригінальних гравюр талановитого гравера-ілюстратора Іллі.
- У фантастичному романі Андрія Лазарчука і Михайла Успенського «Подивися в очі чудовиськ» неодноразово згадується загадка Тетраграматон.
- Оповідання Віктора Пелевіна «ГКЧП як Тетраграматон».
- Пісня американської групи The Mars Volta «Tetragrammaton»
- У столиці Чехії Празі через річку Влтава перекинутий Карлів міст. На ньому встановлені кілька скульптур, і сама древня з них (датується 1657 роком) — «Св. Хрест», що зображає розп'ятого Христа. За зображенням Ісуса Христа півколом йде напис на єврейській мові. І під лівою рукою Ісуса знаходиться Тетраграматон.
- У романі Густава Майрінка рабин оживив людину з глини — Голема, засунувши їй у зуби Тетраграматон.
- У композиції Bruno Filizola (більш відомого під творчим псевдонімом Astrancer) — «Tetragrammaton».
- У грі Assassin's Creed: Brotherhood Тетраграматон є кодом до схованки, де зберігається Яблуко Едема.
- Тетраграматон присутній на обкладинці альбому Somewhere in Time рок-групи Iron Maiden.
- У фільмі «Еквілібріум» режисера Курта Віммер ім'я «Тетраграматон» носить організація, що керує суспільством вигаданої держави майбутнього — Лібрії.
- В пісні американської, альтернативної рок-групи The Smashing Pumpkins «Quasar»

## Галерея

### Символіка

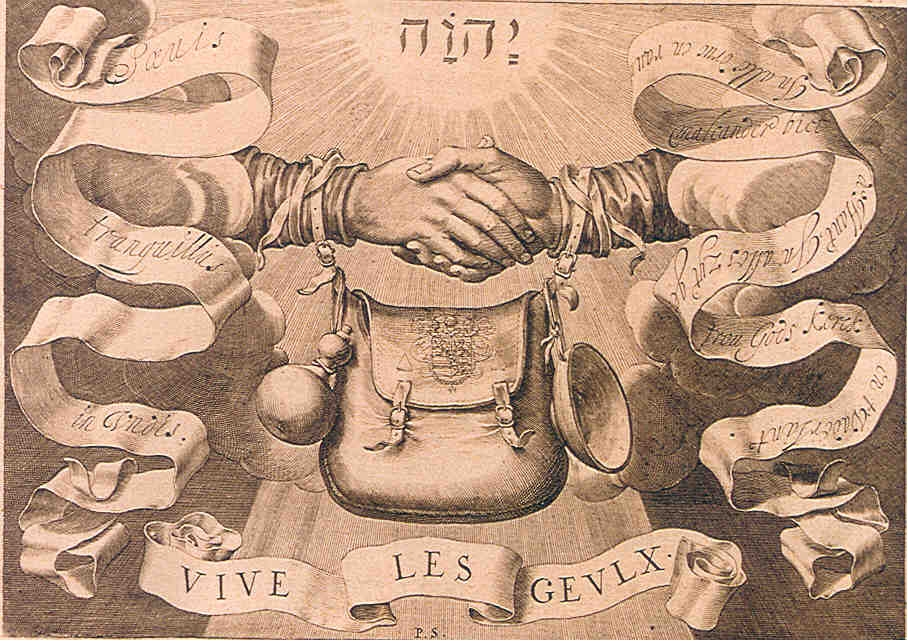
Емблема гезів під час Нідерландської революції, Нідерланди, 1566-76 роки.
Ланцюжок і емблема королівського ордену Єгови (Jehovaorden), заснованого в 1606 році королем Швеції Карлом IX Вазою.

### Релігійна література

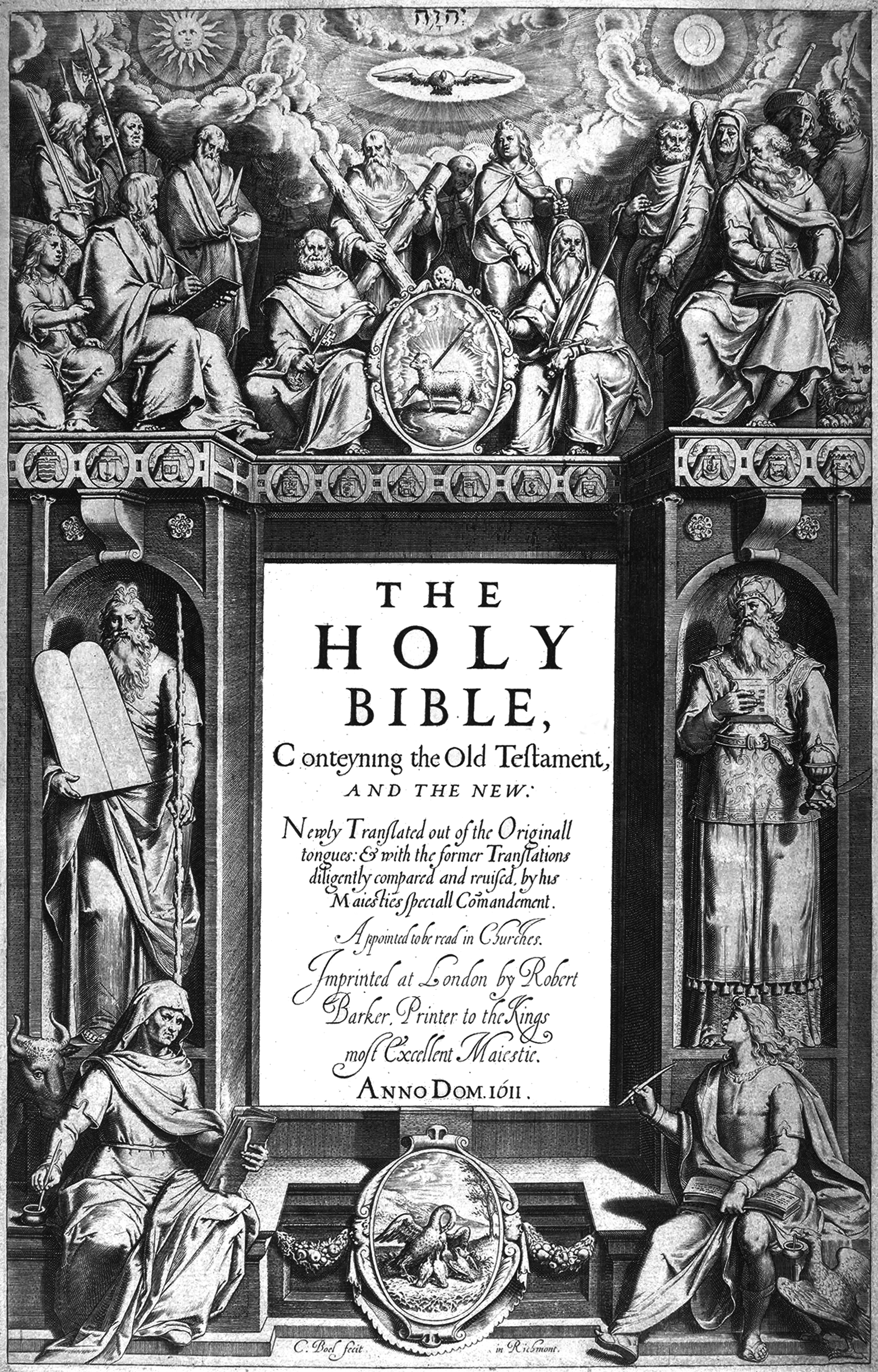
Титульна сторінка Біблії короля Якова, Англія, 1611 рік.
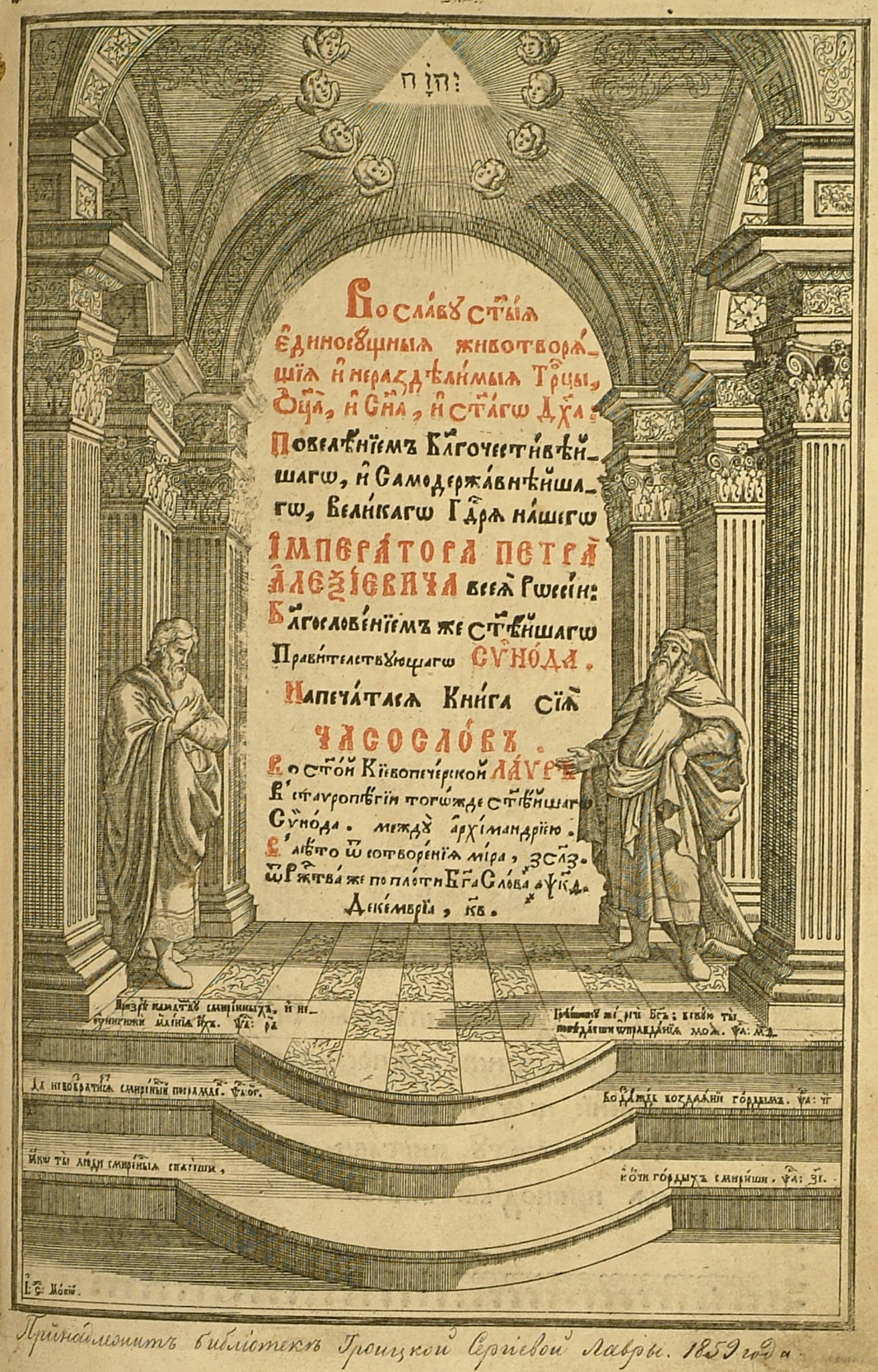
Титульна сторінка Часослова, друкарня Києво-Могилянської академії, 1729 рік.
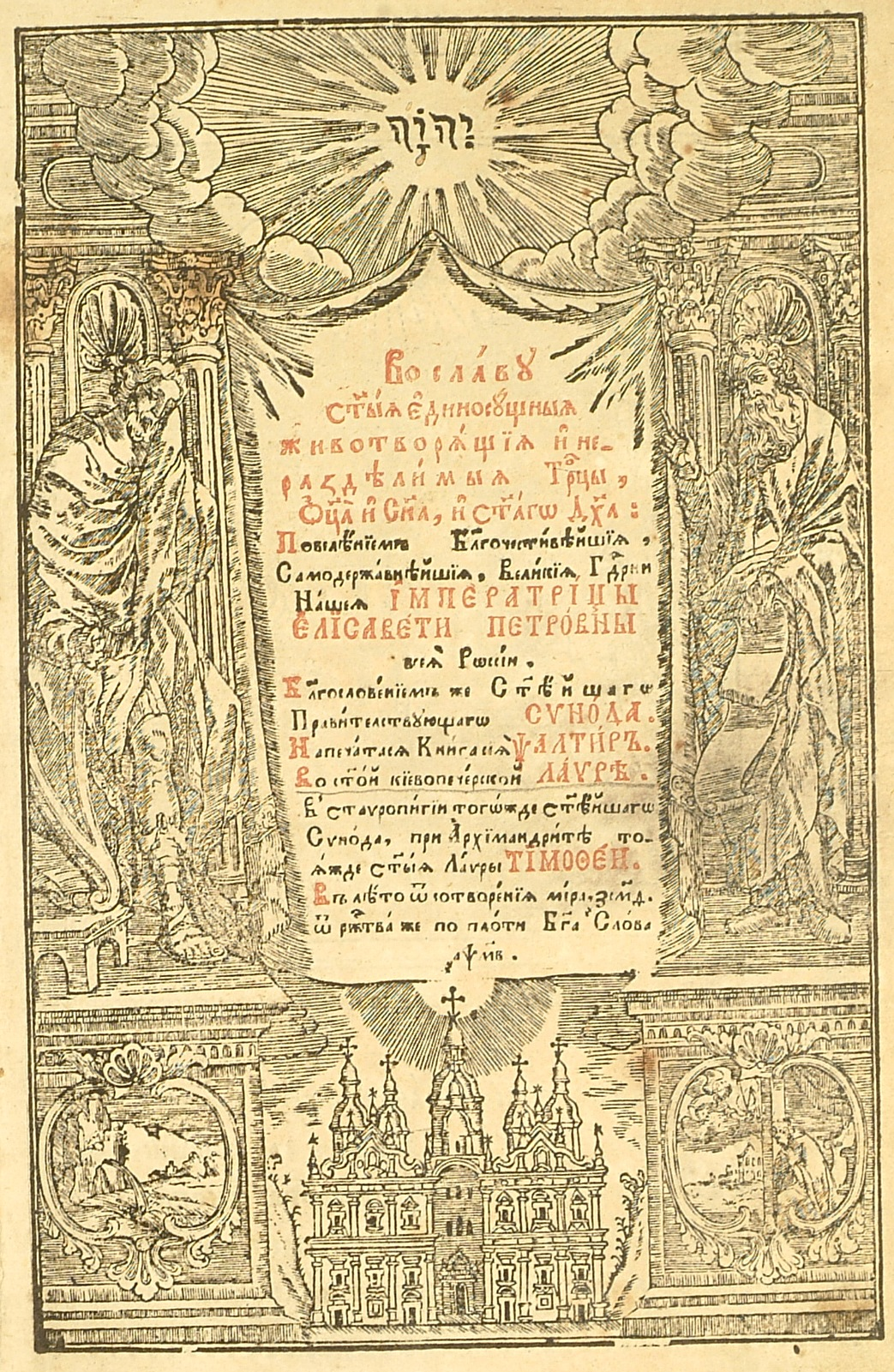
Титульна сторінка Псалтиря, друкарня Києво-Печерської Лаври, 1742 рік.
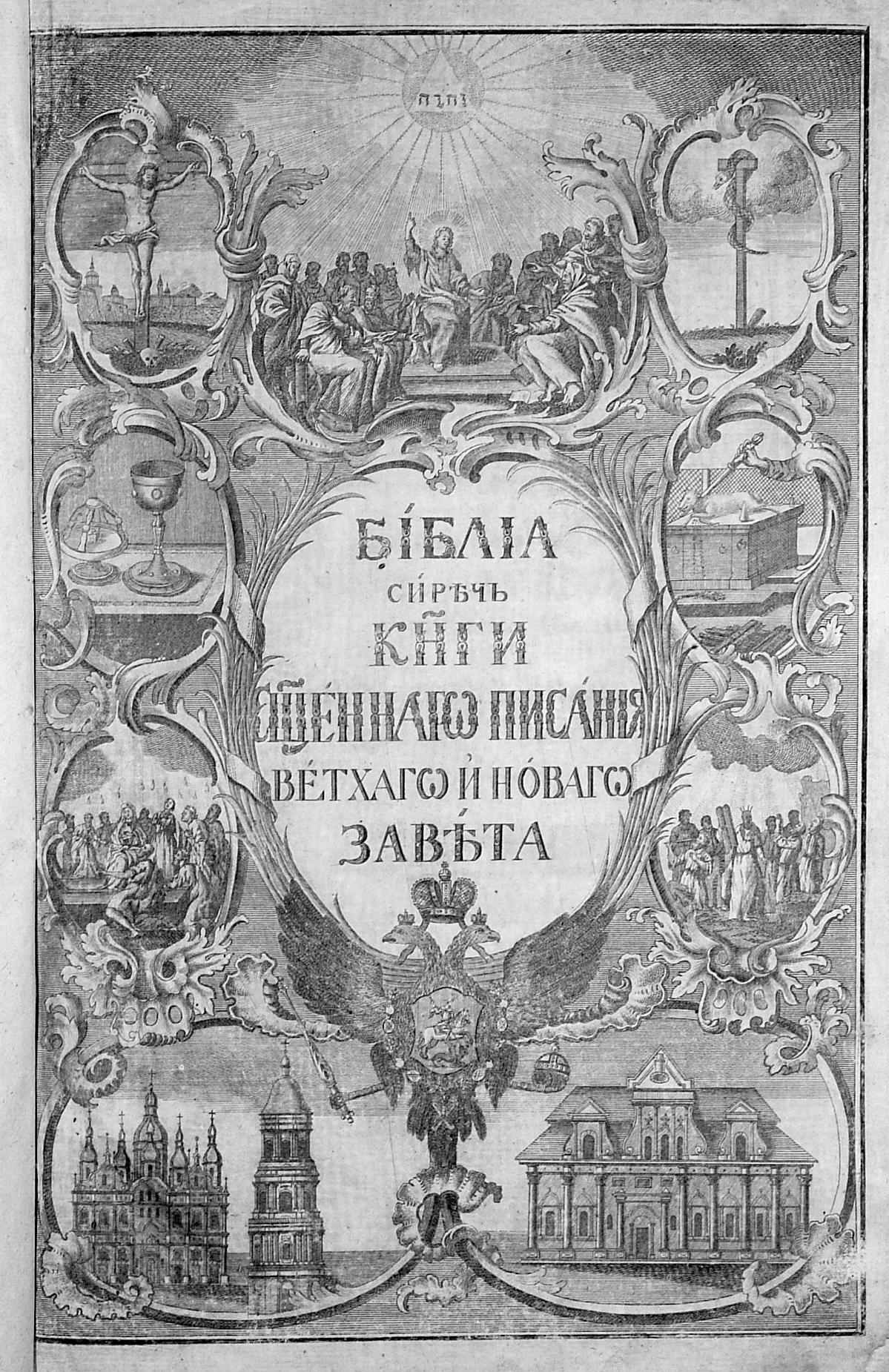
Титульна сторінка  Єлизаветинської Біблії, друкарня Києво-Печерської лаври, 1779 рік.

### Церкви

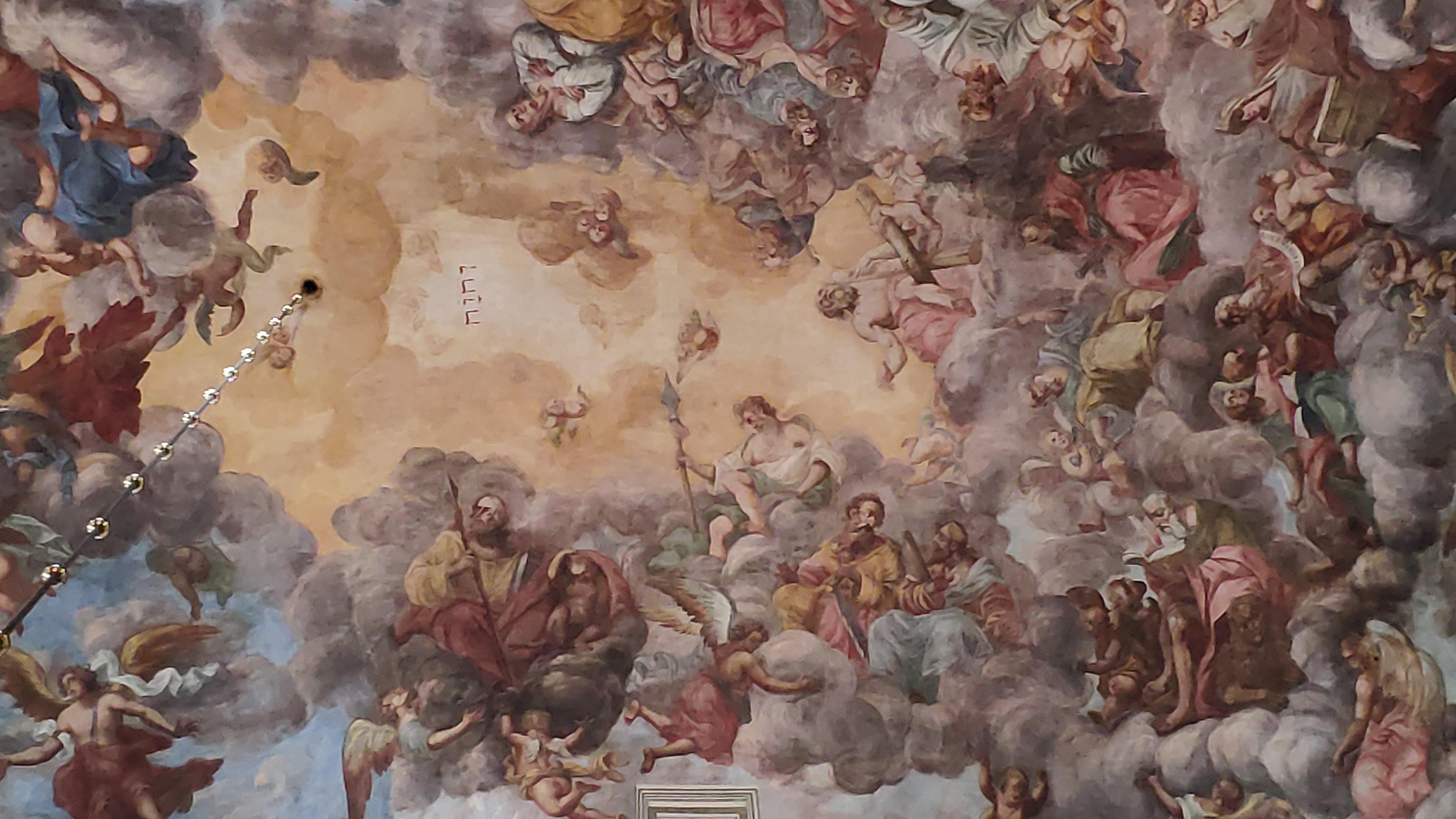
Стеля Церкви св. Андрія, Львів, 1630 рік.
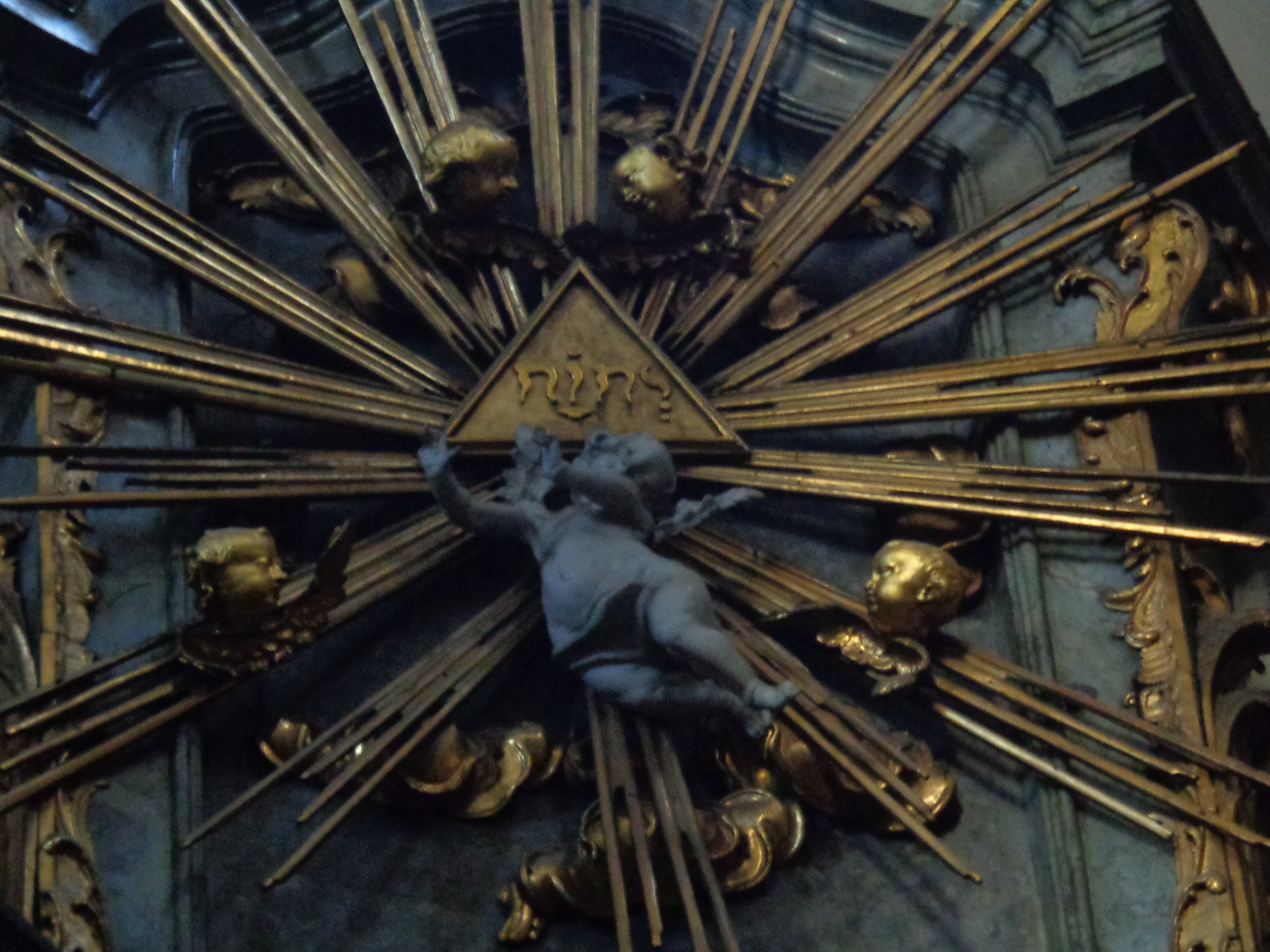
Латинський кафедральний собор, Львів, 1493 рік.
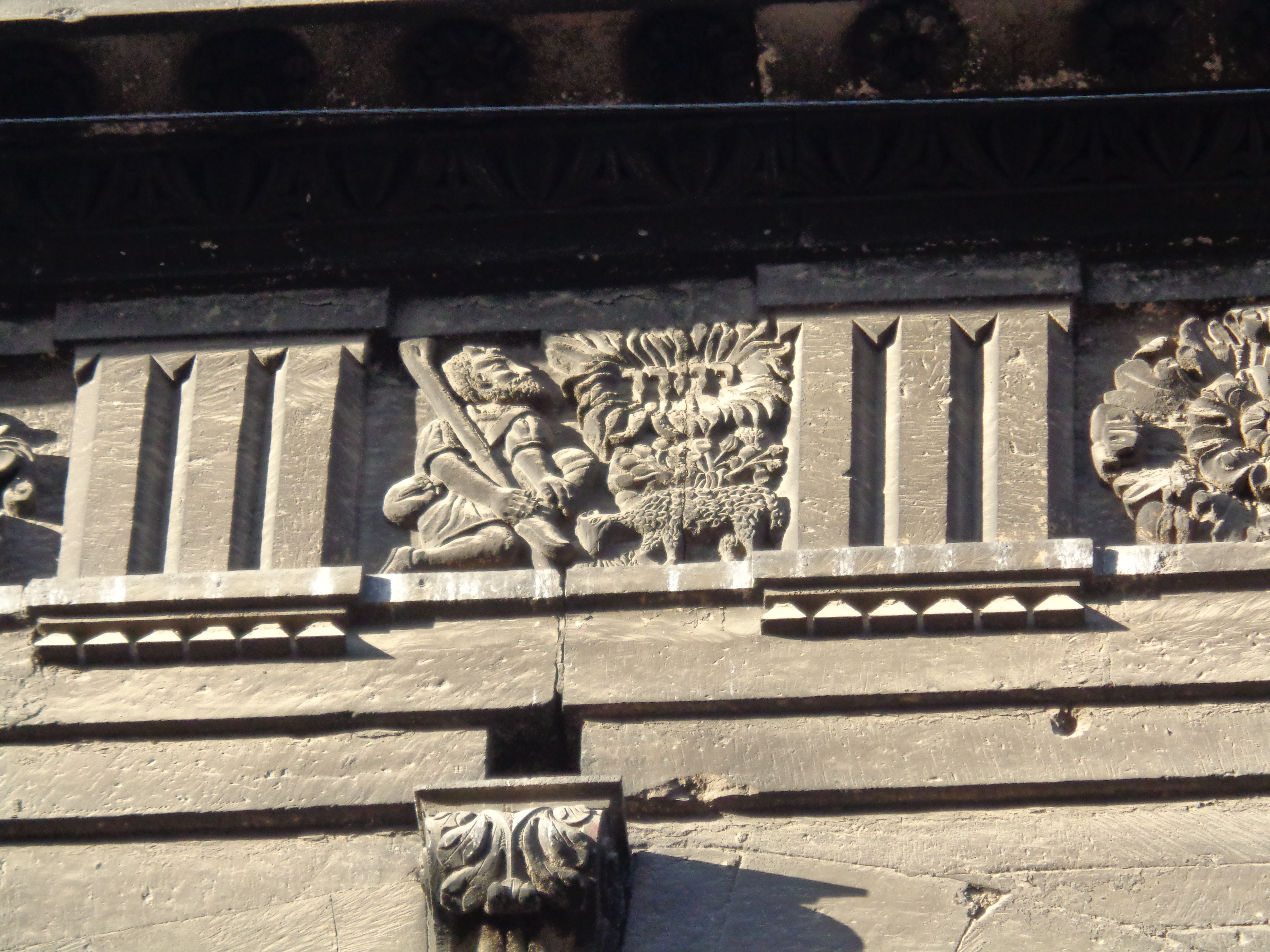
Фасад Церкви Успіння Пресвятої Богородиці над трамвайною зупинкою, Львів, 1629 рік.
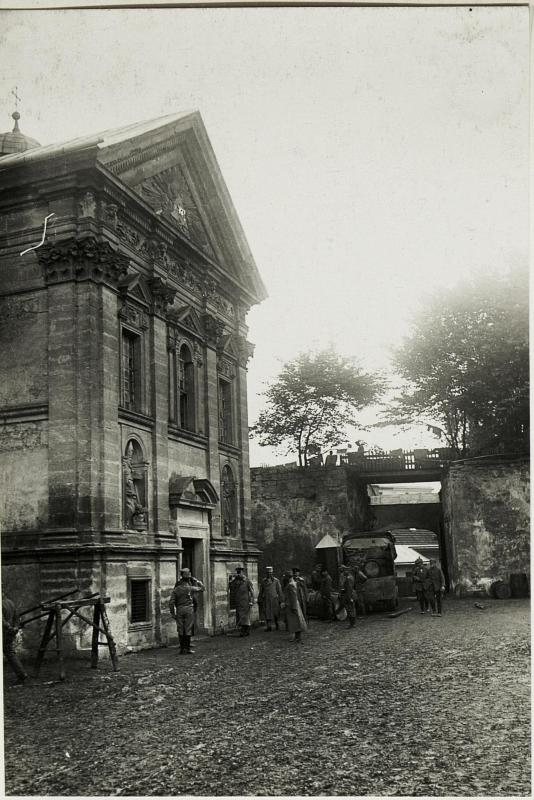
Тетраграматон у трикутнику над входом у костел Бережанського замку (фото 1915 року), не зберігся до сьогодні. Тернопільська область, 1554 рік.
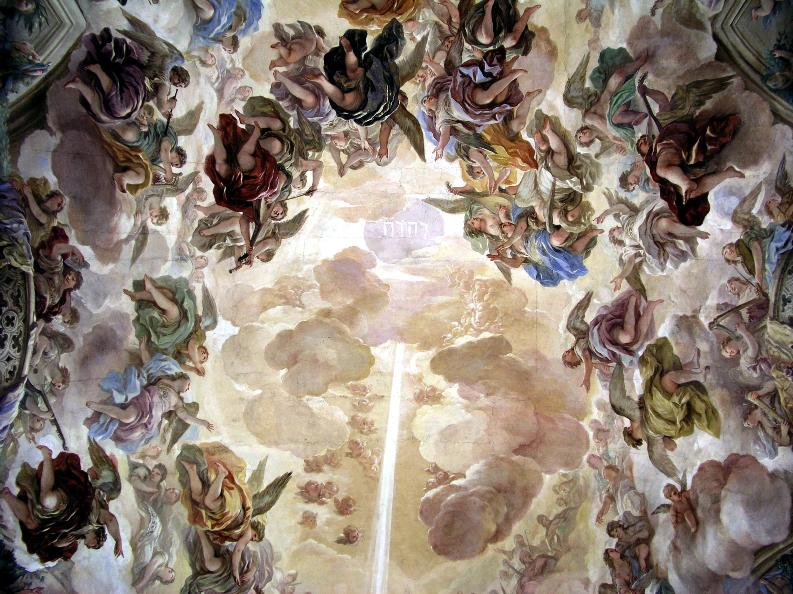
Стеля Толедського собору, Іспанія, 1493 рік.
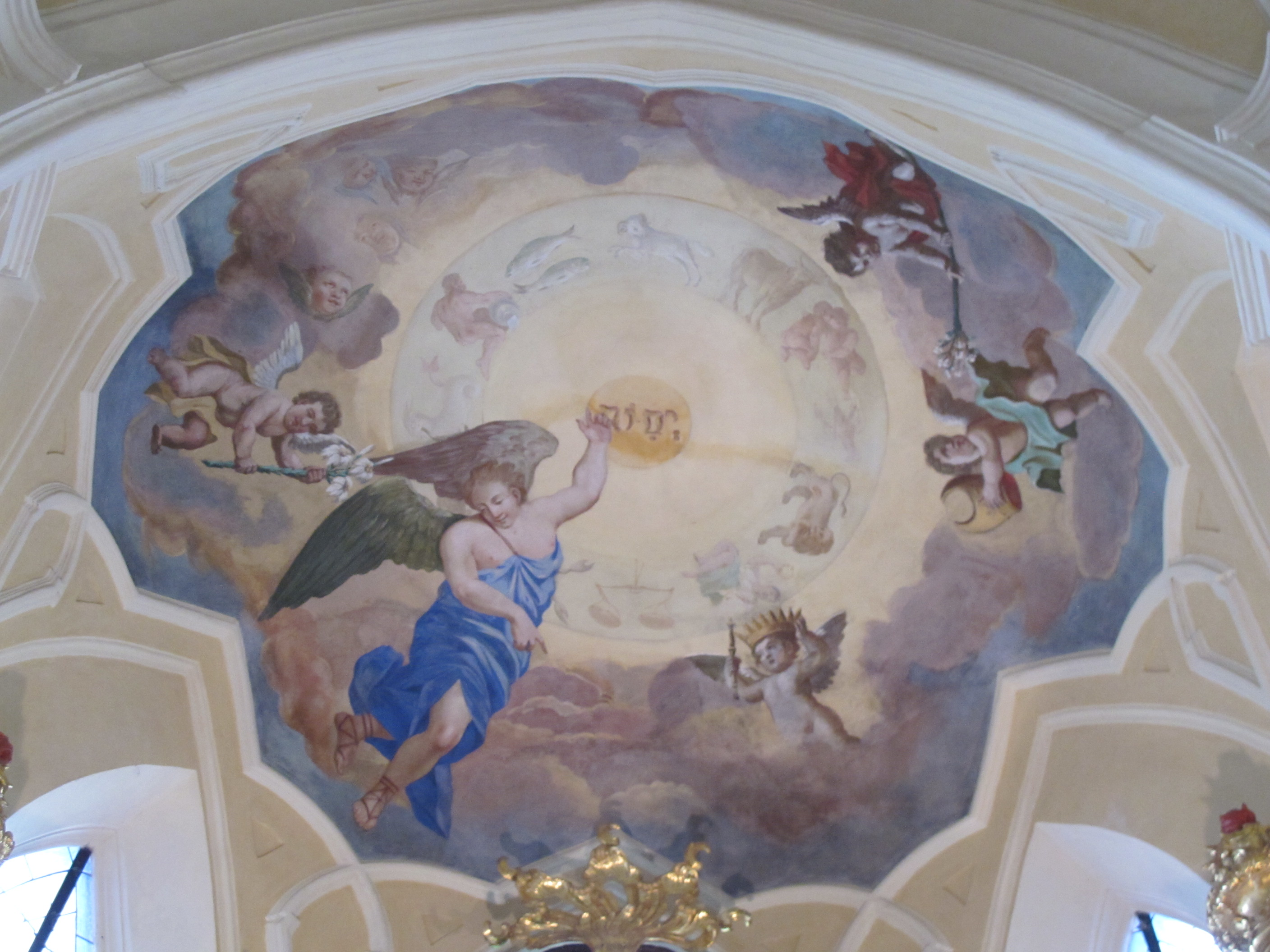
Стеля Собору Вознесіння Діви Марії і Святого Івана Хрестителя в Кутній Горі, Чехія, близько 1300 рік.